# Münchense Radenrepubliek
De Münchense of Beierse Radenrepubliek was een radenrepubliek in Beieren die werd uitgeroepen op 7 april 1919 en op 2 mei 1919 neergeslagen.

## Voorgeschiedenis
Op 7 november 1918 sloeg de Duitse Novemberrevolutie over naar de Beierse hoofdstad München. De revolutionairen stonden onder leiding van Kurt Eisner, de leider van de Beierse Unabhängige Sozialdemokratische Partei Deutschlands (USPD). Door de weigering van de Sozialdemokratische Partei Deutschlands (SPD) om mee te werken de Beierse monarchie omver te werpen, ging het initiatief vooral uit van de USPD. Nog in de late avond van 7 november werd de Beierse Vrijstaat uitgeroepen en koning Lodewijk III afgezet. De Beierse koning maakte zijn troonsafstand enige dagen later officieel bekend.
Kort daarop vormde Kurt Eisners' USPD samen met de gematigde SPD een coalitieregering om Beieren te besturen. Eisner, hoewel lid van de radicale, naar het communisme neigende USPD, was in werkelijkheid een gematigde figuur met een vriendelijk karakter en een democraat. In januari 1919 werden er in Beieren deelstaatverkiezingen gehouden en dit betekende een dramatische nederlaag voor de USPD en winst voor de SPD. Op de dag dat Eisner zijn ontslag wilde indienen werd Eisner door de fanatieke Anton von Arco auf Valley doodgeschoten.

## De Radenrepubliek
De aanhangers van Eisner riepen om wraak en waren van plan om de nieuwe sociaaldemocratische regering van Johannes Hoffmann omver te werpen. Op 7 april 1919 riepen leden van de USPD en anarchisten de Münchense Radenrepubliek uit. De regering-Hoffmann werd verdreven en vestigde zich elders. De nieuwe radenregering stond de oprichting van raden (sovjets) van arbeiders en soldaten toe, doch de macht van de radenrepubliek reikte niet verder dan München en voorsteden.
De nieuwe regering stond onder leiding van de voorzitter van de Centrale Arbeiders- en Soldatenraad Ernst Toller (USPD), bijgestaan door een Raad van Volkscommissarissen (= ministers) waarvan onder andere Erich Mühsam (USPD), Gustav Landauer (anarchist) en Oskar Maria Graf (sociaaldemocraat). De communisten en de SPD weigerden tot de radenregering toe te treden. De nieuwe regering vaardigde revolutionaire wetten uit wat betreft landhervormingen en herverdeling van de rijkdommen.
Op 13 april 1919 bestormden vrijkorpsen in opdracht van Johannes Hoffmann en de Duitse regering München om de radenrepubliek ten val te brengen. Een haastig opgezet Rode Leger wist de aanval af te slaan. Erich Mühsam werd echter door een vrijkorps gevangengenomen.

## Communisten nemen de macht over
Het Rode Leger stond onder leiding van de communisten die op 13 april 1919 tot de radenregering toetraden. Gematigde elementen als Graf en Landauer werden uit de regering verwijderd, Toller kon als voorzitter van de Centrale Arbeiders- en Soldatenraad aanblijven, maar de werkelijke macht lag nu in handen van het Rode Leger. Eugen Leviné, een van oorsprong Russische jood, werd commandant van het Rode Leger.

## Radenrepubliek ten val gebracht
Op 1 mei 1919 viel het vrijkorps Ritter Von Epp München binnen. Na hevige gevechten werd het Rode Leger verslagen. München werd op 2/3 mei ingenomen.
Eugen Leviné werd door een rechtbank ter dood veroordeeld en geëxecuteerd. Gustav Landauer werd 'op de vlucht' doodgeschoten. Erich Mühsam werd veroordeeld tot 15 jaar gevangenisstraf. Oskar Maria Graf werd veroordeeld tot een korte celstraf. Ernst Toller werd veroordeeld tot 5 jaar gevangenisstraf.